# جيليان ماكوتشون
جيليان ماكوتشون (بالإنجليزية: Gillian McCutcheon)‏ هي ممثلة بريطانية، ولدت في 1948.

## وصلات خارجية
- جيليان ماكوتشون على موقع IMDb (الإنجليزية)
- جيليان ماكوتشون على موقع قاعدة بيانات الفيلم (الإنجليزية)